# Wilhelm Jänecke
Wilhelm Jänecke (* 22. August 1872 in Altwarmbüchen bei Hannover; † 3. Mai 1928 in Schleswig) war ein deutscher Architekt, Kunsthistoriker, preußischer Baubeamter und Hochschullehrer.

## Leben
Willhem Jänecke wurde als drittes der fünf Kinder (Marie, Karl, Wilhelm, Ernst und Louis) des Hof- und Ziegeleibesitzers Georg Friedrich William Jänecke (1831–1908) und der Johanne Auguste Karoline geborene Warnecke (1844–1904) in Altwarmbüchen geboren. Eine erste Ausbildung erhielt er an der Kunstgewerbe- und Handwerkerschule Hannover. Anschließend studierte er an der Technischen Hochschule Hannover, der Technischen Hochschule München und der Technischen Hochschule Charlottenburg Architektur sowie an den Universitäten München, Berlin und Münster Kunstgeschichte. 1903 wurde er in Hannover zum Dr.-Ing. (Doktor-Ingenieur) promoviert und 1909 in Münster zum Dr. phil.
Wilhelm Jänecke war mehrere Jahre lang am Stadtbauamt Hannover tätig und wirkte dann im Zeitraum 1900 bis 1902 als Regierungsbaumeister (Assessor) im preußischen Ministerium der öffentlichen Arbeiten in Berlin. Er beeinflusste und begleitete unter anderem Bauprojekte in Stade und Pankow bei Berlin (Gerichtsneubauten), Marienwerder (höhere Mädchenschule), Wongrowitz (Lehrerseminar, Amtsrichter- und Bauamtshaus), Osnabrück (Realgymnasium, Kirchen und Volksschulen) und in Preußisch Stargard (Schule Skurz). Später arbeitete er im Rang eines Regierungs- und Baurats in Schleswig und war Privatdozent an der Universität Kiel.
Jänecke war auch außerhalb seiner dienstlichen Verpflichtungen als Architekt tätig, hauptsächlich im Raum Osnabrück. Er war an der Gestaltung der Siedlung Schöninghsdorf (1907) beteiligt gewesen und entwarf die Pfarrhäuser in Schledehausen, in der Osnabrücker Klöntrupstraße, in Rabber sowie das Kreishaus in Bersenbrück (1912), das Krankenheim Achelriede und Privathäuser (Haus Kaemmerer, Osnabrück). Außerdem wirkte er bei Umbauten mit, so in Schloss Burg, Schloss Bentheim und in der evangelischen Schlosskirche Iburg (1913).
Nach dem Ersten Weltkrieg entwarf er einige stimmungsvolle Grab- und Kriegerdenkmäler, so in Schleswig (1920), Iburg (1921) und an der Gedächtniskirche Idstedt (1923).
Jänecke gestaltete seine Bauten modern, lehnte sich jedoch bei der Detailausführung nicht selten frei an mittelalterliche Vorbilder an. Er befasste sich ebenso mit Denkmalpflege und betätigte sich als Kunstschriftsteller. Er war Mitarbeiter verschiedener Fachzeitschriften.
In Folge eines Disziplinarverfahrens wegen einer dienstlichen Verfehlung im Jahr 1927 kam es unter anderem zu seiner Strafversetzung mit Wirkung vom 1. April 1928 zur Regierung in Stade.
Er war verheiratet und hatte vier Kinder. Er verstarb Anfang Mai 1928 unerwartet unter nicht vollständig aufgeklärten Umständen:
Während eines Urlaubsaufenthalts bei seiner Familie in Schleswig kurz nach seiner Versetzung wurde er seit dem 3. Mai vermisst. Nach einer zweitägigen Suchaktion wurde seine Leiche am 5. Mai 1928 in der Schlei aufgefunden. Wilhelm Jänecke wurde in Osnabrück beigesetzt.

## Schriften
- Beiträge zur Geschichte der Ornamentik. Band 1: Über die Entwickelung der Akanthusranke im französischen Rokoko. Jänecke, Hannover 1902.
- Die Baugeschichte des Schlosses Iburg, insbesondere des „Rittersaales“. Zugleich ein Beitrag zur Geschichte der Denkmalpflege. Dissertation, Universität Münster, 1909. Erweitert: Coppenrath, Münster 1909 (= Beiträge zur westfälischen Kunstgeschichte, 4; ZDB-ID 526686-5).
- Das klassische Osnabrück. Ein Beitrag zur Geschichte des deutschen Bürgerhauses zwischen 1760 und 1840. Küthmann, Dresden 1913.
- Das rumänische Bauern- und Bojarenhaus. König Carol-Verlag, Bukarest 1918.
- Die ursprüngliche Gestalt des Tropaion von Adamklissi. Winter, Heidelberg 1919 (= Sitzungsberichte der Heidelberger Akademie der Wissenschaften. Philosophisch-historische Klasse. 1919, Abh. 20); doi:10.11588/diglit.37697.
- Die Stiftskirche in Neuenheerse. Die einzige nachweisbare Säulenbasilika Westfalens und ihre Stellung in der deutschen Baugeschichte. In: Zeitschrift für Bauwesen. Nr. 10, 1922, S. 255–263 (zlb.de).
- Die Unterschrift Theoderichs des Großen. In: Denkmalpflege und Heimatschutz. Band 27, Heft 4–6, 1925, S. 75–79.
- Die drei Streitfragen am Grabmal Theoderichs. Winter, Heidelberg 1919 (= Sitzungsberichte der Heidelberger Akademie der Wissenschaften. Philosophisch-historische Klasse. 1927/1928, Abh. 3); doi:10.11588/diglit.38937.